# Rödermark (Mark)
Die Rödermark (Rotaher marca oder Raodora marca) war eine mittelalterliche Markgenossenschaft im früheren Maingau. Das Gebiet gehört heute zum Kreis Offenbach in Hessen.

## Status
Die Rödermark wird Lorscher Codex in einer Schenkung an das Kloster Lorsch im Jahr 786 erstmals erwähnt. 1255 kam die Rödermark mit der Münzenberger Erbschaft gemeinsam an die Herrschaft Hanau (1/6) und die Herren von Eppstein, deren Anteil später an das Kurfürstentum Mainz fiel. Die Rödermark gehörte zur Herrschaft, aber nicht zum Amt Babenhausen.

## Dörfer
Folgende neun Dörfer gehörten der Rödermark als Markorte an:
- Dietzenbach
- Dudenhofen (heute zur Stadt Rodgau)
- Hainhausen (heute zur Stadt Rodgau)
- Jügesheim (heute zur Stadt Rodgau)
- Nieder-Roden (heute zur Stadt Rodgau)
- Messel
- Offenthal
- Ober-Roden (heute zur Stadt Rödermark)
- Urberach (heute zur Stadt Rödermark)

## Markverfassung
Die Markverfassung regelte die Nutzung des gemeinschaftlichen Markwaldes. Eine Markordnung wurde 1501 schriftlich verfasst. Zu der Nutzung zählte die Entnahme von Brenn- und Bauholz ebenso wie die Weiderechte. Das Jagdrecht allerdings lag bei den adeligen Grundherren.
Die Herren und Grafen von Hanau einerseits und die Herren von Eppstein und später die Kurfürst-Erzbischöfe von Mainz andererseits waren die Obermärker. Markmeister gab es in Nieder-Roden und Dudenhofen. Jeder Märker (auch: Markgenosse) aus den Markorten hatte 32 Morgen Land, durfte 32 Schafe und Schweine besitzen und in gewissen Grenzen über das Holz aus dem Markwald verfügen.
Um die Regelungen zu überwachen, bestanden Forstgerichte und ein Revierförster mit Standort in Ober-Roden. Dem übergeordnet war das Märkergericht. Es tagte vor der Linde am Ober-Rodener Kirchplatz viermal im Jahr. Jeder Markort stellte einen Schöffen. Je ein Markrichter wurde vom Mainzer Kurfürsten und vom Hanauer Grafen gestellt. Ab 1771 wurden die alten Rechte der Grafen von Hanau gemeinschaftlich von Hessen-Darmstadt und Hessen-Kassel wahrgenommen.
Ein Weistum der Rödermark aus dem 16. Jahrhundert wurde von Jacob Grimm veröffentlicht.

## Auflösung der Mark
1818 wurde die Rödermark aufgelöst und der Markwald an die ihr angehörigen Orte aufgeteilt. Er bildete den jeweiligen Gemeindewald.
Im Jahr 1977 wurden die ehemaligen Markorte Ober-Roden und Urberach zusammengelegt. Sie wählten in Anknüpfung an die Tradition der historischen Rödermark diesen Namen für die neue Stadt.